# Cristian Chivu
Cristian Eugen Chivu (em romeno: [kristiˈan e.uˈdʒen ˈkivu]; Reșița, 26 de outubro de 1980), é um ex-futebolista que atuava como zagueiro e lateral-esquerdo e atual treinador romeno. Atualmente é treinador da Internazionale.

## Biografia

### Resita
Chivu foi revelado pelo Resita, da sua cidade natal, onde permaneceu até 1998.

### Universitatea Craiova
Chivu chegou a Bănia no verão de 1998, para jogar no Universitatea Craiova; jogou pelo clube em 34 jogos e marcou três gols no campeonato de 1998-1999.

### Ajax
Em 1999 ele impressionou os olheiros do Ajax com suas habilidades técnicas e capacidade de orientar seus companheiros de equipe, tanto na zaga quanto na lateral; entrou direto no time principal do Ajax e, em 2001, foi eleito o capitão mais jovem do clube, com apenas 21 anos. Na temporada 2002/03, sob a liderança de Ronald Koeman, juntamente com Zlatan Ibrahimovic e Andy van der Meyde, levaram o clube até as quartas de final da Liga dos Campeões da UEFA de 2002–03.

### Roma
No dia 29 de setembro de 2003, a Roma comprou o romeno.

### Internazionale
Chivu teria sido alvo de um cabo de guerra entre o Barcelona e o Real Madrid durante a janela de transferências de verão de 2007. Após quatro anos, que lhe renderam uma Copa da Itália, Chivu deixou a Roma e assinou um contrato de cinco anos com a Internazionale, rival da Série A, em 27 de julho de 2007. A taxa de transferência foi de € 16 milhões, que € 3 milhões da taxa de transferência paga pelo zagueiro Marco Andreolli foram transferidos para a Roma em um acordo de copropriedade.
No dia 6 de janeiro de 2010, contra o Chievo, Chivu foi retirado de maca no início do segundo tempo após colidir de cabeça com o atacante do Chievo, Sergio Pellissier. Ele passou por duas horas de cirurgia para correção de uma fratura no crânio e posteriormente liberado de qualquer perigo. Embora inicialmente se pensasse que ele poderia ficar fora pelo resto da temporada, Ele retornou à Série A em 24 de março. Depois disso, passou a precisar usar um protetor de cabeça nas partidas.
Chivu deixou a Internazionale após seu contrato ter sido rescindido por mútuo consentimento em 31 de março de 2014, aposentando-se do futebol.

## Seleção Nacional
Chivu jogou pela Romênia 75 vezes, marcando três gols. Ele disputou a Euro 2000 e a Euro 2008.

### Gols pela Seleção Romena
|    | Data                   | Local                          | Resultado | Adversário           | Gols | Competição                   |
| -- | ---------------------- | ------------------------------ | --------- | -------------------- | ---- | ---------------------------- |
| 1. | 20 de junho de 2000    | Charleroi, Bélgica             | 3-2       | Inglaterra           | 1    | Euro 2000                    |
| 2. | 07 de setembro de 2002 | Sarajevo, Bósnia e Herzegovina | 3-0       | Bósnia e Herzegovina | 1    | Classificação para Euro 2004 |
| 3. | 31 de março de 2004    | Glasgow, Escócia               | 2-1       | Escócia              | 1    | Amistoso                     |

## Treinador
Em agosto de 2019, Chivu se matriculou nos cursos da Licença Pro da UEFA em Coverciano. Em julho de 2021, ele foi anunciado como o novo treinador da Internazionale Primavera.

### Parma
Em 18 de fevereiro de 2025, Chivu foi nomeado o novo treinador principal do clube da Série A, Parma, assinando um contrato até junho de 2026. Na última rodada da temporada 2024-25, o Parma garantiu sua sobrevivência na primeira divisão após uma vitória por 3 a 2 fora de casa sobre a Atalanta.

### Internazionale
Em 6 de junho de 2025, relatos indicaram que Chivu havia assinado um contrato de dois anos para se tornar o treinador principal de seu antigo clube, a Internazionale, com o anúncio oficial aguardando a conclusão de sua papelada com o Parma. Três dias depois, o clube anunciou oficialmente sua nomeação.

## Títulos

### Como jogador
Resita
- Divizia B: 1996–97

Ajax
- Eredivisie: 2001–02
- Copa da Holanda: 2001–02
- Supercopa dos Países Baixos: 2002

Roma
- Coppa Italia: 2006–07

Internazionale
- Serie A: 2007–08, 2008–09 e 2009–10
- Supercoppa Italiana: 2008 e 2010
- Coppa Italia: 2009–10 e 2010–11
- Liga dos Campeões da UEFA: 2009–10
- Copa do Mundo de Clubes da FIFA: 2010

### Como treinador
Internazionale sub-19
- Campionato Primavera: 2021–22

### Prêmios individuais
- Talento do Ano do Ajax (Prêmio Marco van Basten): 1999–2000
- Futebolista Neerlandês do Ano: 2002
- Jogador do Ano do Ajax (Prêmio Rinus Michels): 2000–01, 2002–03
- Gazeta Sporturilor Jogador de futebol romeno do ano: 2002, 2009, 2010
- Equipe do Ano da UEFA: 2002
- Prêmio Giacinto Facchetti: 2021